# 网址导航
网址导航，或稱網頁目錄、網站目錄，是指将一些互联网网站地址（URL）做集合，并按照网站种类分类以引导用户快速访问的一类网站的总称。

## 起源
大约在2000年前后，由于互联网中的网站数量迅速增加，网站的URL不便于记忆，所以产生了一类将互联网上的网站地址分类收集在一起的网站，此类网站被称为“网址导航”网站。

## 现状
目前网址导航主要有以下几种类型：
1. 以hao123，265上网导航等为首的（其分别被百度公司和谷歌公司收购）大型网络公司收购的网址导航。
2. 114la等独立运营的网址导航。
3. 百度网址大全，雅虎网址大全等依靠搜索引擎架构运营的网址导航。

## 观点
部分用戶认为网址导航有时之所以收录特定网站，是网址导航网站能够从用户点击这些网址获益。